# Юхан Дал
Юхан Кристиан Клаусен Дал (на норвежки: Johan Christian Klausson Dahl, 24 февруари 1788-14 октомври 1857), известен и като Юхан Дал или Й. К. Дал, е норвежки пейзажист, първият голям романтичен художник в Норвегия, родоначалник на „Златния век“ в норвежката живопис и един от най-великите европейски художници на всички времена. Наричан е „бащата на норвежкия пейзаж“ и е смятан за първия норвежки художник достигнал артистични нива съзимерими с тези на европейските си съвременници. Той е и първият придобил известност и оказал културно влияние в чужбина. Както пише един от критиците му: „Й. К. Дал заема централно място в норвежкия артистичен живот в първата половина на 19 век“.
Въпреки че Дал прекарва голяма част от живота си извън Норвегия, любовта към родината му се вижда в мотивите, които избира да рисува и в изключителните му усилия в името на норвежката култура като цяло. Дори да бъдат оставени настрана художествените му творби, другите му дейности в изкуството, историята и културата биха му гарантирали място в културната и художествена история на Норвегия. Той е ключова фигура в основаването на Норвежката национална галерия и на няколко други основни институции, както и в запазването на норвежките дъгови църкви и реставрацията на Нидароската катедрала в Тронхейм и крепостта в Берген.

## Биография

### Произход и младост в Берген
Роден в семейство на рибар Берген, Дал ще гледа на младостта си с тъга. Сам казва, че никога не е имал „истински учител“ в детството си. За невероятния си успех смята, че, ако е имал повече късмет в детството си, е щял да постигне дори повече.
Като дете Дал имал ментор в катедралата в Берген, който първоначално смята, че от младия му ученик ще излезе добър свещеник, но след това забелязал ранните му артистични способности и уредил да бъде обучен като художник. От 1803 до 1809 учи при художника Й.Г. Мюлер, чието ателие е най-доброто в града в този период. Въпреки това Дал казва, че учителят му не го е научил на нищо, за да го експлоатира като му дава работа за театрални постановки, портрети и пейзажи на Берген и околността. Друг учител, Лийдер Саген, дава на младия художник книги за изкуството и събужда интереса му към историческата живопис и патриотичната тематика. Иманно Саген събира пари, с които и през 1811 Дал заминава за Копенхаген, за да завърши обучението си в Кралската академия по изящни изкуства. Там той се обучава в класа на Кристиан Аугуст Лоренцен, а принос има и поетичния пейзаж на Йенс Юел.

### Живот в Копенхаген
Много важни за Дал са, освен заниманията му в академията, преживяванията му в околностите на града и в художествените галерии. През 1812 пише на Саген, че пейзажистите, на които иска да подражава са Ройсдали и Сезар ван Евердинген и поради тази причина изучава „природата преди всичко“. Към този момент артистичната програма на Дал е вече готова: ще стане част от голяма пейзажна традиция, но и ще остане верен доколкото е възможно на природата.
Дал смята, че картината не трябва просто да изобразява определен пейзаж, а трябва да казва нещо за природата на земята и за нейния характер – величието на нейното миналото и живота и работата на обитателите си. Настроението е идилично, често меланхолично. Когато добавя сняг към пейзажи, които е рисувал през лятото, не цели да покаже светлината и цвета на снега, а да използва снега като символ на смъртта. Както пише един от критиците „За разлика от типичните романтични творби от същия период, Дал омекотява пейзажите си като включва елементи на жанровата живопис, насищайки ги с анекдотичен материал: на фона тънък стълб дим се издига от колиба, вероятно, дом на ловец на покрито от сняг поле“. Благодарение на препоръките на Саген и на собствената си харизма, Дал скоро влиза във водещите социални кръгове в Копенхаген.
Дал взима участие в годишни изложби в Копенхаген в началото на 1812 г., но истинския му пробив идва през 1815 г., когато излага не по-малко от 13 картини. Датския принц Кристиан Фредерик забелязва артистичния гений на Дал, купува картините му за кралската колекция и става негов доживотен приятел и патрон.
През 1816 г. Кристофер Вилхелм Екерберг се завръща от чужбина с римските си пейзажи. Дал е впечатлен и двамата се сприятеляват и си разменят картини. Картината на Дал „Den Store Kro i Fredensborg“ (1817) бележи истинското начало на маслените му пейзажи.
След успеха си в Копенхаген, Дал осъзнава, че иска да бъде независим и самоиздържащ се художник. Едно от предизвикателствата пред него е, че академичните предпочитания на деня били към историческата живопис с морално послания. На пейзажите се гледа като на най-ниското стъпало на изкуството, а вероятно дори не са смятани за такова, а за механично подражаване на природата. Единственият пейзаж, който може да бъде оценен като изкуство, според академията, е идеалният, въображаем пейзаж в пасторален или героичен стил. В този властващ стил Дал се опитва да придаде на датските си теми определена атмосфера с цел да ги издигне над смятаното за комерсиално ниво. В същото време, най-искреното му желание е да създаде по-вярно изображение на норвежката природа от остарелите и сухи картини на Хаас и Лоренц. Това желание е от части мотивирано от носталгия и патриотизъм, но и приляга на обществения вкус за „пиктурески“.

### Дрезден
Дал пътува за Дрезден през септември 1818 г., където е посрещнат от видни граждани като Каспар Давид Фридрих, който му помага да се установи и става негов близък приятел. Един от критиците пише: "Спокойните и меланхолични пейзажи на Фридрих били заслужено известни по времето, когато се запознава с Дал. В „Двама души, наблюдаващи луната“ (1819), една от ней-добрите му творби, виждаме две Ruckfiguren (обърнати фигури) сериозно и съучастнически да съзерцават младата сърповидна луна от края на стара гора. „Грейфсвалд на лунна светлина“ (1816 – 17) показва родното място на художника в Померания, на балтийския бряг: окъпан в равномерна прозрачна лунна светлина, старинният университетски град има почти неземен вид".
Фридрих е с 14 години по-възрастен от Дал и е утвърден художник, но двамата откриват един в друг споделената любов към природата и ентусиазъм за търсене на начин за нейното изобразяване, основан на самото изучаване на природата, а не на академичните клишета, които и двамата дълбоко презират. Двамата заедно с Карл Густав Карус стават едни от художниците в Дрезден, които имат решаващо влияние върху немската романтична живопис.
В Дрезден, както и в Копенхаген, Дал пътува в околностите на града, за да рисува обекти, които да му послужат за по-мащадни творби в ателието му. Той пише на принц Кристиан Фредерик през 1818 г. „рисувам най-вече природата в цялата и свобода и необузданост“. Дал намира достатъчно мотиви за картините си, но продължава да рисува въображаеми пейзажи с гори, планини и водопади. Една такава картина от 1819 г., наречена „Планински норвежки пейзаж с река“, придобива голяма известност сред по-младите художници, които гледат на поразителното качество на природата в картината като на глътка свеж въздух от застоялата дрезденска сцена. Друга мащабна картина с водопад, завършена на следващата година, е отрупана с похвали от критиката, която заявява, че Дал е по-велик и от Якоб ван Ройсдал. Дал е приет в Дрезденската академия през 1820 г.

### Италия
Принц Кристиан Фредерик пише на Дал през 1820 г. от Италия и го кани да се присъедини към него в залива на Неапол. По това време художника ухажва млада жена на име Емили фон Блох, но решава, че трябва да приеме предложението на принца и бързо се жени за Емили и отпътува за Италия на следващия ден. Прекарва там 10 месеца. Въпреки че съпругата му му липсва, това пътуване е решаващо за артистичното му развитие. В Италия с нейната силната южна светлина Дал разцъфва. Тя му позволява да види природата ясно, без влиянието на съзерцаването от старите майстори на светлината и цвета.
Дал заминава за Рим през февруари 1821 г. Прекарва много време по музеите, среща се с други творци и рисува картини, които продава. Освен пейзажите на Рим и на неаполитанския залив, той рисува и пейзажи вдъхновени от планините на Норвегия. Самият той казва, че докато не отишъл в Рим, не ценял истински норвежката природа. През юни 1821 г. Дал се завръща на север при Емили и тихия семеен живот и рисуване.
Той бързо става член на водещите дрезденски кръгове на поети, артисти и учени, сред които са археологът К.А. Бьотигер и издателят на „Артистише нотиценблат“, който публикува обширна статия за Дал през 1822 г.

### Менторство
Като член на академията, Дал винаги отделя време на младите художници, които го търсят. През 1824 г. той и Фридрих са наречени „необикновените професори“, защото не завеждат катедра, но получават редовна заплата. През 1823 г. Дал се премества при Фридрих, поради което голяма част от учениците им като Кнут Бааде, Педер Балке и Томас Фернлей са еднакво повлияни от двамата. Един от критиците пише: "Преди срещата им, Дал също беше рисувал лунни пейзажи и бе пътувал из Европа – той бе в неаполитанския залив през 1821 г., когато Везувий беше активен. Той нарисува „Лодки на плажа край Неапол“, на която рибари пускат котва в спокойните, блестящи води с върховете близнаци на планината, пушещи и горящи на фона. Както може да се очаква, след началото на близкото си сътрудничество с Фридрих – двете семейства живеят в една къща в Дрезден от 1823 г. – той е повлиян в значителна степен от него, но собственият му спонтанен и рисувателен стил скоро надделява. Клиентите понякога поръчват картини и от двамата и на спокойната крайбрежна сцена на Фридрих отговаря по-бурната тема на Дал".
Дал никога не създава школа около себе си, а предпочита учениците му да създадат свой собствен стил; противно на принципите му и на уважението му към артистичната свобода да се опитва да потиска индивидуалността на учениците си. Този импулс към индивидуалността по-късно го кара да откаже да води катедра в академията – не иска да се чувства задължен да отива на занятия, докато е зает с рисуване.
Дал продължава изследванията си върху природата около Дрезден, когато има време или на по-продължителни обиколки, което му осигурява материал за картините му. Най-често обаче рисува Елба, която съзерцава през прозореца си, на различна светлина. Също като Констабъл, Дал усеща, че небето е важна част от пейзажа и никога не се уморява да съзерцава облаците. Един критик сравнява две картини на Фридрих и Дал: "В „Майка и дете край морето“ на Дал има отглас от „Жена край морето“ (1818) на Фридрих. Докато във втората жената, облечена за ветровито време, седи и идилично наблюдава пет рибарски лодки, в картината на Дал изглежда има по-лична нотка, с отгласи и от неговото детство в рибарската общност, където майката и детето нетърпеливо чакат завръщането на малкия кораб от морето". Същият критик пише за една от картините му на Дрезден: "Дал възпоменава и великолепните барокови сгради на приютилия го град, поради което версия на „Изглед към Дрезден на лунна светлина“ (1838) е изпратена от Националния музей на изкуството, архитектурата и дизайна в Осло. Тази малка картина, с размери едва 18,5 на 34,5 cm, показва купола на Фрауенкирше и кулата на Хофкирше, доминиращи на небесния фон; сребърното и тъмносиньото се съчетават, за да създадат подобен на бижу ефект и елегична нотка, вероятно индикиращи за това, че дългогодишния му приятел Фридрих наближава своя край".

### Завръщане у дома
Както Дал пише през 1828 на ректора на Дрезденската академия, той намира достатъчно материал около града за картините си, но „истинското нещо“ винаги липсва; това е нещо, което може да намери единствено в планините на родината си. Той смята себе си за „по-северен художник“, „влюбен в крайбрежието, планините, водопадите, лодките и картините на морето на дневна и лунна светлина“. Дал мечтае да се завърне в Норвегия, но до 1826 няма възможност да предприеме това пътуване. Той прави последователни завръщания през 1834, 1839, 1844 и 1850, най-вече за да изучава и рисува планините, което довежда до монументалните „Форчундален“ (1836) и „Сталхайм“ (1842). При тези пътувания той получава „ентусиазиран прием, като на известен художник“. Често рисува норвежки исторически паметници.
Критик отбелязва късните промени в стила му така: "В късния си „Фиорд на залез“ (1850), нарисуван въз основа на по-ранни, освободени и приключенски техники с четката, Дал показва облачно небе с нарушена повърхност на водата. Тук той се отдалечава от чистотата и интензитета на творчеството на Фридрих."

### Късни години и смърт
През 1827 г. Емили Дал умира при раждане на четвъртото им дете, а две години по-късно двете най-големи деца умират от треска. През януари 1830 г. Дал се жени за ученичката си Амалия фон Басевиц, но и тя умира при раждане през декември същата година. Дал е съкрушен и не рисува в продължение на много месеци. Няколко години по-късно и най-малкото му дете умира и той остава сам с двете си деца Каролин и Зигвалд.
Пътуването на Дал до Норвегия през 1850 е последното му. Той е стар и слаб, но продължава да рисува пейзажи в планините. По време на това последно пътешествие той създава някои от най-добрите си произведения, включително „Måbødalen“, „Fra Stugunøset“ и „Hjelle i Valdres“.
Дал е сред основателите на Националната галерия на Норвегия (днес Национален музей на изкуството, архитектурата и дизайна), на която той дарява собствената си пинакотека. Заедно с Юхан Себастиан Велхавен, Фредерик Станг и Хенрик Хефтие той създал и Художническото общество на Осло.
Дал умира самотен и огорчен след кратко боледуване и е погребан на 17 октомври 1857 г. в Дрезден. През 1902 г. негова статуя е издигната на фасадата на музея в Берген. През 1934 г. останките му са преместени в Норвегия и погребани в гробището на църквата Св. Якоб в Берген.
Й.К. Дал заема централно място в артистичния живот на Норвегия през първата половина на 19. век. Романтичните му, но все пак натуралистични интерпретации на норвежкия пейзаж са на голяма почит в родината му, както и в Европа (най-вече в Дания и Германия).

## Творби
Една от най-известните творби на Дал е „Изригването на Везувий“ (1826). Много от неговите творби се намират в Дрезден, като например голямата картина „Норвегия“ и „Буря в морето“. Бергенският музей на изкуствата притежава също някои негови известни творби, като: „Lysekloster“ (1827), „Stedje i Sogn“ (1836), „Дърво, разлюляно от буря“ (1849) и др. „Корабокрушение близо до норвежкия бряг“ (1832) се намира в Националния музей за изкуство, архитектура и дизайн в Осло.

## Галерия
- „Църквата Авалдснес“ (1820)
- „Изригването на Везувий“ (1826)
- „Изглед от Дрезден“ (1830)
- „Връх до Берген“ (1836)
- „Дърво, разлюляно от буря“ (1836)
- „Хитердал“ (1837)
- „Имението Фрогнер“ (1842)
- „Холмстранд“ (1843)
- „Берген, Норвегия“ (1848)
- Статуя на Дал от Амброзия Тьонесен на фасадата на Западния норвежки музей, Берген, Норвегия (1902)